# Komunistička partija Slovenije
Za Komunističku partiju u samostalnoj Sloveniji vidi: Komunistička partija Slovenije (Slovenija)
Komunistička partija Slovenije (slov. Komunistična partija Slovenije; kratica KPS) bila je slovenska politička stranka komunističke ideologije u Sloveniji, službeno utemeljena između 17. i 18. travnja 1937.
Već na „uskršnjem kongresu“ od 20. do 23. travnja 1919. 27 članova ljubljanske sekcije Jugoslavenske socijaldemokratske stranke (JSDS) istupilo je iz njezina članstva i utemeljilo Slovensku socijalističku stranku, koja je prihvatila vjernost politici Vladimira Iljiča Lenjina, zauzimajući se za oružanu revoluciju i protiveći se parlamentarnoj demokraciji. Kad je u Beogradu osnovana Socijalistička radnička partija Jugoslavije (kasnije Komunistička partija Jugoslavije), Slovenska socijalistička stranka uključila se u nju, te prestala postojati. Slovenske komuniste predvodili su glavni tajnici KPJ Filip Filipovič i Sima Markovič. 29. prosinca 1920. Skupština Kraljevine SHS donosi tzv. Obznanu kojom je zabranjeno djelovanje KPJ.
Veliki dio slovenskih komunista otišao je u ilegalu ili su pak djelovali u inozemstvu, posebice u Parizu, u Beču i u Moskvi. Krajem 1920-ih je Pokrajinski komitet KPJ za Sloveniju imao oko 450 članova, premda bez većeg utjecaja. PK KPJ za Sloveniju je u jednom trenutku čak tražio izdvajanje iz KPJ i izravnu podređenost Kominterni.
Tridesetih godina komunističku partiju na slovenskom području počinje obnavljati dvadesetogodišnji Boris Kidrič, a 1937. unutar KPJ osnovane su Komunistička partija Slovenije (isprva zvana Komunističkom strankom Slovenije) i Komunistička partija Hrvatske. Utemeljenje KPS bilo je ostvarenje odluke 4. konferencije KPJ, koja se krajem 1934. održala u Ljubljani. Osnivački kongres KPS protekao je u strogoj tajnosti, noću između 17. i 18. travnja 1937. na gospodarstvu Barličevih na Čebinama nad Trbovljem. Vodstvo KPS tada preuzima Edvard Kardelj koji se upravo zbog toga vratio iz Sovjetskog Saveza preko Pariza. Komunista je tada bilo manje od 250, no prihvatili su manifesto o fašističkoj opasnosti, koju nisu vidjeli samo u inozemstvu (Italija, Španjolska, Njemačka), nego i u vladi Milana Stojadinovića i ministra unutarnjih poslova Antona Korošca.
Kad je u ljeto 1937. vodstvo KPJ preuzeo Josip Broz Tito, u vodstvo partije uključio je čak trojicu predstavnika Slovenije, Kardelja, Franca Leskošeka i Mihu Marinka.
Nakon što je Treći Reich napao Sovjetski Savez, 22. lipnja 1941., Centralni komitet KPJ u Beogradu prihvaća odluku o početku oružane borbe protiv okupatora i predstavnika domaćih vlasti, te o početku revolucije. Na toj sjednici sudjelovali su i Kardelj i Leskošek.
Nakon Drugog svjetskog rata KPS preuzima vlast u Sloveniji, uvodi diktaturu i s vremenom zabranjuje rad svih ostalih političkih stranaka. Predstavnici drugih stranaka koji su pokušali djelovati nakon rata osuđeni su na Negodetovom procesu na smrt ili na dugotrajne zatvorske kazne. Komunistička partija Slovenije preimenovana je 1952. u Savez komunista Slovenije (slov. Zveza komunistov Slovenije). Prije prvih demokratskih izbora 1990. stranka se preimenovala u stranku Socijaldemokratske obnove Slovenija (SDP), a u svibnju 1993. s više drugih stranaka stvorila je Združenu listu socijalnih demokrata. 2005. stranka je uzela ime Socijalni demokorati.
S nastankom samostalne Slovenije utemeljena je i nova stranka imena Komunistička partija Slovenije, no ona nema kontinuitet s prethodnom istoimenom strankom.